# Dražen Bubnić
Dražen Bubnić (Fiume, 13 gennaio 1986) è un cestista croato.

## Palmarès
- Campionato olandese: 1

Donar Groningen: 2015-16
- Campionato sloveno: 2

Union Olimpija: 2016-17, 2017-18
- Coppa di Slovenia: 2

Union Olimpija: 2013, 2017